# 博希孔
07°12′00″N 02°04′00″E / 7.20000°N 2.06667°E

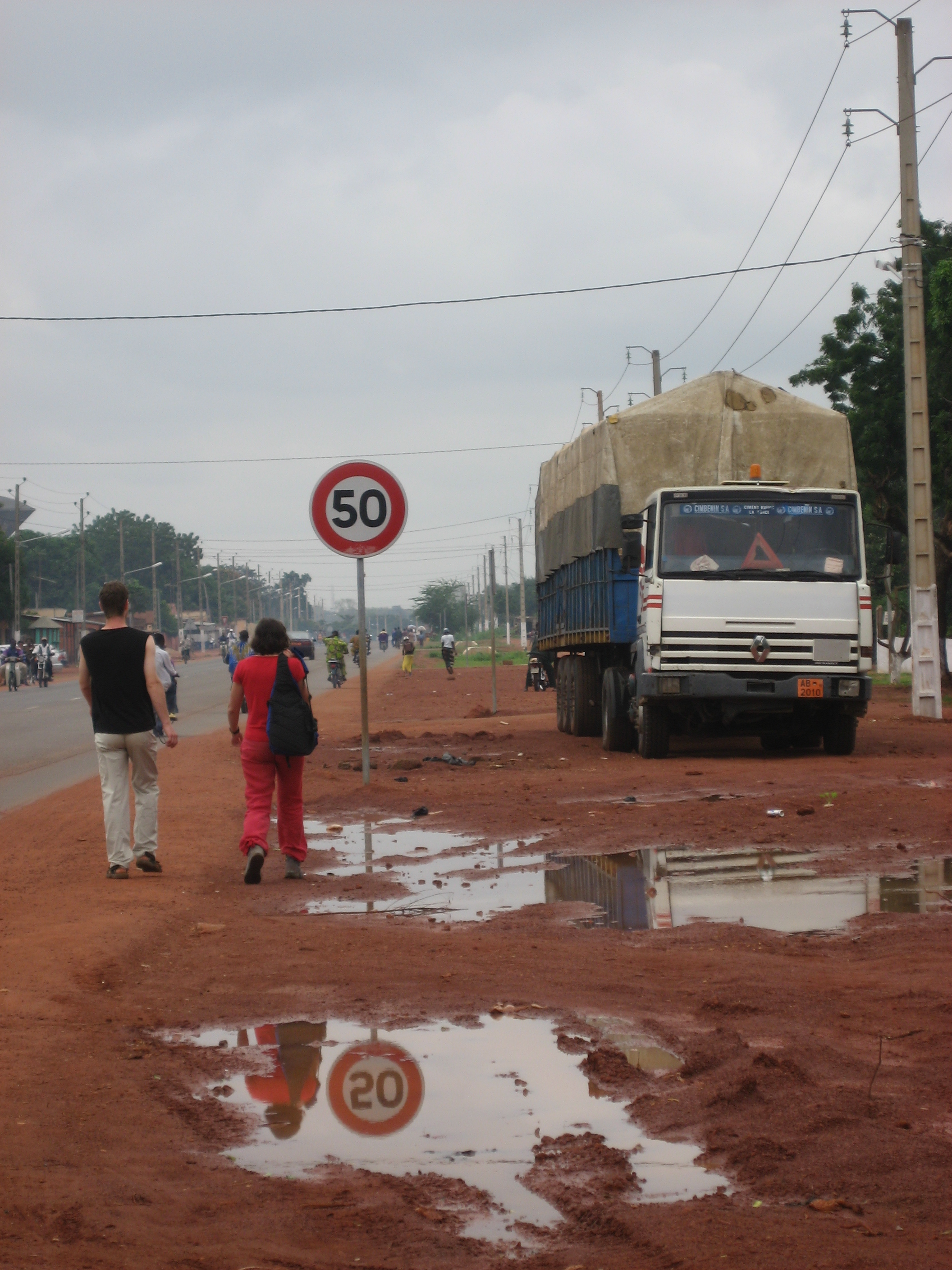
博希孔

博希孔（法語：Bohicon）是貝寧的城鎮，位於該國中南部，由祖省負責管轄，面積44平方公里，海拔高度167米，每年平均降雨量1,112毫米，2012年人口149,271，人口密度每平方公里3,400人。